# Okresní vláda v Nebrasce

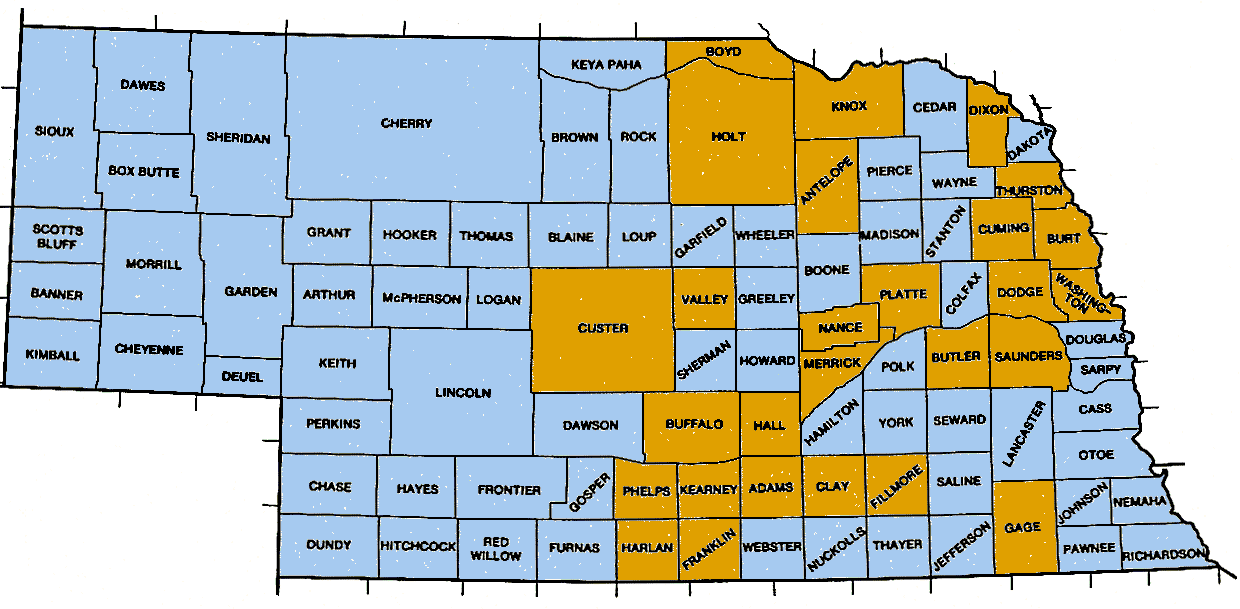
na mapě Nebrasky jsou oranžově vyznačeny townshipové okresy a modře komisionerské okresy

Okresní samospráva v Nebrasce ve Spojených státech amerických je vždy organizována jedním z těchto dvou modelů:
- Township counties (townshipové okresy): okres je rozdělen do organizovaných townshipů a je veden sedmičlennou dozorčí radou. Tento způsob se používá ve 27 nebraských okresech.
- Commissioner county (komisionerské okresy): okres je veden tří-, pěti- nebo sedmičlennou dozorčí radou, ale není rozdělen na jednotlivé townshipy. Tento způsob se používá ve 66 nebraských okresech.

## Volené funkce v dozorčí radě okresu
- Board of Commissioners (komisionerské okresy) nebo Board of Supervisors (townshipové okresy) (předseda rady)
- County assessor (okresní odborný přísedící)
- County attorney (okresní právní zástupce)
- County clerk (okresní úředník)
- County sheriff (okresní šerif)
- County treasurer (okresní pokladník)
- Register of Deeds (zapisovatel)

Další funkce (okresní inspektor a volební komisař) mohou být též zvoleny. V menších okresech mohou být jednotlivé funkce i s osobami sdíleny několika okresy.